# Istoria Poloniei (1945–1989)
Istoria Poloniei între anii 1945 și 1989 este marcată de perioada dominației comunismului sovietic care a fost impus după sfârșitul celui de-al Doilea Război Mondial în Republica Populară Polonă. Deși nivelul de trai din Polonia a fost îmbunătățit, acești ani au fost marcați de frământări sociale și dificultăți economice.
Spre sfârșitul celui de-al Doilea Război Mondial, Armata Roșie Sovietică a izgonit forțele Germaniei Naziste din Polonia ocupată. La insistențele lui Iosif Stalin, Conferința de la Ialta a consacrat formarea unei coaliții guvernamentale pro-comuniste la Moscova, fără să consulte guvernul polonez în exil de la Londra. Acest fapt a fost descris ca o trădare a Occidentului din partea Puterilor Aliate pentru a-l mulțumi pe liderul sovietic, evitând un conflict direct. Acordul de la Potsdam din 1945 a ratificat frontierele vestice ale Poloniei iar noul teritoriu a fost așezat între liniile de demarcație Oder–Neisse și Curzon. Ca urmare a celui de-al Doilea Război Mondial, Polonia devenise pentru prima dată în istoria sa un stat național omogen din punct de vedere etnic fără minorități proeminente datorită exterminării evreilor polonezi în Holocaust, strămutarea germanilor în vest, relocarea ucrainienilor în est, repatrierea polonezilor din Kresy. Noul guvern comunist din Varșovia și-a consolidat puterea politică în următorii doi ani, în vreme ce Partidul Muncitoresc Unit Polonez (PZPR) sub conducerea lui Bolesław Bierut deținea control ferm asupra țării, care avea să facă parte din sfera de influență sovietică a Europei de Est. După decesul lui Stalin în 1953, în Europa Răsăriteană relațiile politice s-au îmbunătățit iar acest fapt le-a permis comuniștilor polonezi ai lui Władysław Gomułka au ajuns la putere. La mijlocul anilor 1960, în Polonia începeau să se simtă tot mai mult dificultățile economice dar și cele politice. În decembrie 1970 creșterea prețurilor a dus la o serie de proteste. Guvernul a introdus un program economic care a fost preluat într-o mare măsură după cel occidental, care a ridicat nivelul de trai însă programul a stagnat datorită crizei petrolului din 1973. Spre sfârșitul anilor 1970 guvernul condus de Edward Gierek a fost obligat să crească prețurile, acest fapt a dus la o altă serie de proteste publice.
Acest ciclu vicios a fost în cele din urmă întrerupt în 1978, când a fost ales Karol Wojtyła ca Papa Ioan Paul al II-lea, accentuând opoziția față de comunism în Polonia. La începutul lunii august 1980 lanțul de proteste au rezultat în înființarea sindicatului independent „Solidaritatea” (în poloneză Solidarność) de electricianul Lech Wałęsa. Creșterea opoziției a determinat guvernul condus de Wojciech Jaruzelski să declare legea marțială în decembrie 1981. Însă, datorită reformelor inițiate de Mihail Gorbaciov în Uniunea Sovietică, presiunea tot mai mare din partea Occidentului și frământările continue, comuniștii au fost obligați să negocieze cu adversarii săi. Discuțiile de la Masa Rotundă din 1989 a permis Solidarității să participe la alegerile din 1989; victoria zdrobitoare a candidaților a marcat cu succes tranziția pe cale pașnică a conducerii comuniste în Europa Centrală și de Est. În 1990 Jaruzelski și-a dat demisia din funcția de Președinte al Republicii Polone și a fost succedat de Wałęsa după alegerile din decembrie 1990.

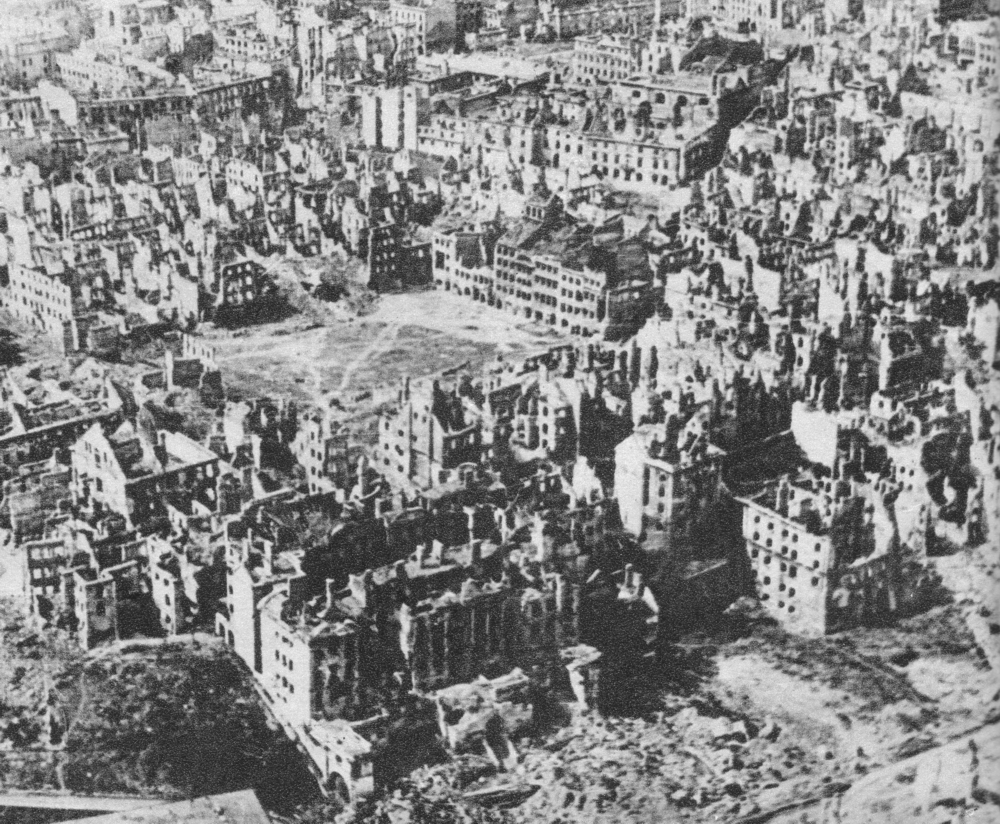
Capitala Poloniei, Varșovia devastată, în ianuarie 1945.

## Înființarea Republicii Populare Polone (1944–1948)

### Pagubele din timpul războiului, modificarea granițelor și schimbul de populații

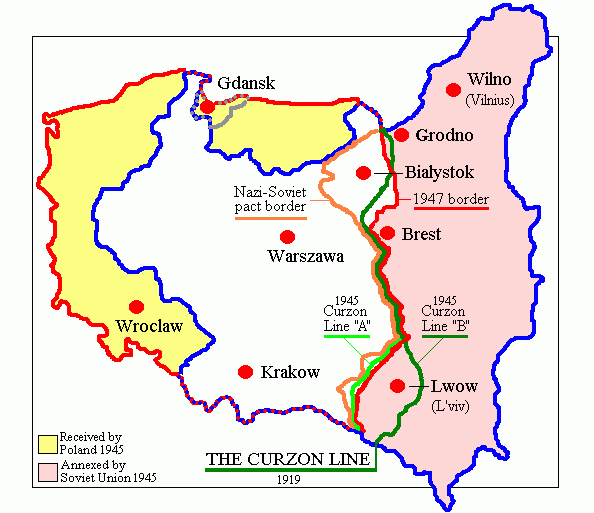
Modificările teritoriale ale Poloniei după al Doilea Război Mondial

Polonia a suferit pierderi mari în timpul celui de-al Doilea Război Mondial. Înainte de începerea războiului în 1939 Polonia avea o populație de 35,1 milioane de locuitori, iar la sfârșitul războiului doar 29,1 milioane au rămas în cadrul granițelor. Primul recensământ postbelic din 14 februarie 1946 numărul era de 23,9 milioane datorită emigrării. Se estimează că 6 milioane de cetățeni polonezi — aproape 21,4% din populația Poloniei a murit între 1939 și 1945; cu toate aceste, numărul victimelor poloneze poate fi mai mic până la 50% datorită diversități multietnice din perioada antebelică care pot fi observate în recensămintele din Polonia – potrivit declarației din 2009 a comisiei de reconciliere germano-polonez. Cele 3 milioane de victime evreiești poloneze nu sunt contestate. Minoritățile din Polonia au fost afectate foarte mult: înainte de al Doilea Război Mondial, o treime din populația Poloniei era alcătuită din minorități etnice; cu toate acestea, după război, minoritățile Poloniei aproape lipseau.
Deși era o țară predominant agricolă, comparativ cu statele occidentale, infrastructura Poloniei a fost aproape distrusă în totalitate în timpul războiului iar sectorul industrial a rămas și mai mult în urmă față de Occident după încheierea războiului. Aproximativ 30% din resurselor naturale și infrastructură au fost pierdute. Capitala Poloniei, Varșovia se număra printre orașele cele mai grav afectate, iar numai peste 80% avariată după Revolta din Varșovia.
Sarcina uriașă de a reconstrui țara a fost însoțită de lupta noului guvern de a dobândi o putere centralizată și stabilă, în plus acest fapt a fost și mai complicat datorită neîncrederii a unei mari părți a societății față de noul regim, și a disputelor legate de noile granițe postbelice ale Poloniei, care au fost trasate definitiv la mijlocul anului 1945. În 1947, influența sovietică a determinat guvernul polonez să nu accepte Planul Marshall sponsorizat de americani, și să se alăture Comeconului, care era dominat Uniunea Sovietică, în 1949. În același timp, forțele sovietice au prădat fostele teritorii estice ale Germaniei care au fost date Poloniei lăsându-le fără echipament industrial de valoare, infrastructură și fabrici și trimise Uniunii Sovietice.

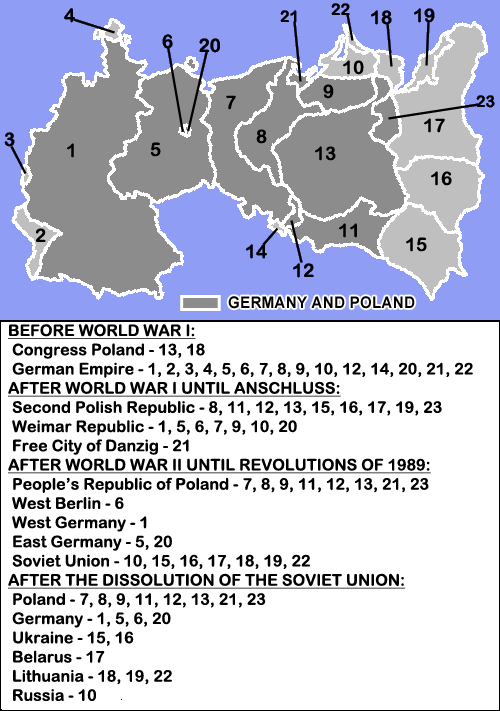
Hartă care prezintă diferențele de graniță și teritorii ale Poloniei și Germaniei în secolul XX, cu zonele actuale deținute de Germania și Polonia în gri închis.

După anexarea sovietică a teritoriilor din Kresy aflate la est de Linia Curzon, aproximativ 2 milioane de polonezi au fost strămutați și expulzați din aceste teritorii către teritoriile nordice și vestice aflate la vest de linia Oder-Neisse, pe care sovieticii le-au dat în folosință Poloniei de la Germania după Acordul de la Potsdam. Stabilirea populației din părțile centrale ale Poloniei a dus la creșterea numărului de polonezi ajungând până la cinci milioane în 1950, pe care guvernul a considerat-o ca fiind Teritoriile recuperate. Fosta populația de 10 milioane de germani a fugit sau a fost expulzată în Germania postbelică în 1950. Odată cu expulzarea ucrainienilor din Polonia în Uniunea Sovietică și a Operațiunii Vistula din 1947 care a dispersat minoritatea ucraineană rămasă, iar datorită exterminării minorității evreiești de Germania Nazistă în Holocaust iar multți din cei care au supraviețuit au emigrat către Israel, Polonia devenise pentru prima dată în istoria sa stat național omogen din punct de vedere etnic. Varșovia și alte orașe orașe distruse au fost curățate de moloz —în mare parte folosite doar mâinile— și reconstruite foarte repede (datorită Planului de Trei Ani) prin costurile fostelor orașe germane precum Wrocław, care adesea a oferit materialele de construcție necesare.
Expoziția Teritoriile Recuperate (în poloneză Wystawa Ziem Odzyskanych), o propagandă a expoziției de artă care comemora „restaurarea Teritoriilor Recuperate ale Poloniei” după încheierea celei de-a Doua Conflagrații Mondiale, a fost deschisă pe 21 iulie 1948 de Bolesław Bierut și a durat 100 de zile. Aproximativ 2 milioane de oameni au vizitat expoziția iar monumentul Iglica a fost construit în fața Sălii de Concert din Wrocław.

### Consolidarea puterii a comuniștilor (1945–1948)

Manifestul PKWN, tipărit la 22 iulie 1944

Chiar și înainte de intrarea Armatei Roșii în Polonia, Uniunea Sovietică a conceput o strategie de a elimina forțele de rezistență anti-comunistă pentru a se asigura că Polonia îi va intra intra în sfera de influență. În 1943, după masacrul de la Katyń, Stalin încordase relațiile cu guvernul polonez în exil de la Londra. Cu toate acestea, pentru a satisface Statele Unite și Regatul Unit, Uniunea Sovietică a fost de acord la Conferința de la Ialta din februarie 1945 să se formeze un guvern de coaliție format comuniștii Partidului Muncitoresc Polonez, membrii ai guvernului polonez în exil pro-occidental, și membrii ai mișcării de rezistență Armia Krajowa („Armata Teritorială”), precum și să se desfășoare alegeri libere.
Odată cu eliberarea teritoriilor poloneze și eșecul Operațiunii Burza lansată de Armia Krajowa în 1944, controlul asupra teritoriilor poloneze a trecut de la forțele Germaniei Naziste la Armata Roșie, iar apoi comuniștilor polonezi, care dețineau cea mai mare influență în guvernul provizoriu. Prin urmare, decizia de la Ialta i-a favorizat pe comuniști, care erau susținuți de sovietici în planul lor de a-și exercita influența în Europa de Est, precum și controlul asupra ministerelor mai importante precum serviciile de securitate.
Prim-Ministrul guvernului polonez în exil, Stanisław Mikołajczyk și-a dat demisia în 1944 și, împreună cu alți lideri polonezi aflați în exil, s-au întors în Polonia, unde Guvernul Provizoriu (Rząd Tymczasowy Rzeczypospolitej Polskiej; RTTP), a fost înființat de Comitetul Polonez de Eliberare Națională (Polski Komitet Wyzwolenia Narodowego; PKWN) aflat sub influența comuniștilor în Lublin. Acest guvern de socialistul Edward Osóbka-Morawski, însă comuniștii dețineau majoritatea funcțiilor cheie. Ambele guverne erau subordonate parlamentului controlat de comuniști, Consiliul Național al Statului (Krajowa Rada Narodowa; KRN) care nu a fost recunoscut de guvernul polonez în exil, care înființase propriul parlament Consiliul Unității Naționale (Rada Jedności Narodowej; RJN).
Noul Guvern Provizoriu Polonez al Unității Naționale (Tymczasowy Rząd Jedności Narodowej; TRJN) — așa cum era numit guvernul polonez înainte de alegerile din 1947 — a fost în final înființat pe 28 iunie, cu Mikołajczyk Viceprim-ministru. Principalii adversari politici ai Partidului Muncitoresc Polonez erau veteranii mișcării Armia Krajowa împreună cu Partidul Popular Polonez (Polskie Stronnictwo Ludowe; PSL) al lui Mikołajczyk și veteranii Armatei poloneze care au luptat pe frontul di Vest. Dar în același timp, partidele cu orientare sovietică, sprijinite de Armata Roșie (Grupul de Forțe de Nord aveau să rămână definitiv în Polonia) și controlând forțele de securitate, dețineau cea mai mare parte a puterii, în special în cadrul Partidului Muncitoresc Polonez (Polska Partia Robotnicza; PPR) sub conducerea lui Władysław Gomułka și Bolesław Bierut.
Între anii 1945-1947, aproximativ 500 000 de soldați sovietici au staționat în Polonia. Între 1945 și 1948, aproape 150 000 de polonezi au fost închiși de autoritățile sovietice. Mulți membrii ai Armatei Teritoriale au fost arestați și împuscați. Statutul trupelor sovietice în Polonia a fost legalizat abia spre sfârșitul anului 1956 când declarația polono-sovietică „Despre statutul legal al forțelor sovietice staționate temporar în Polonia” a fost semnat.

### Fraudarea referendumului din 1946 și primele alegeri din 1947
La Conferința de la Ialta, Stalin promisese că în Polonia se vor desfășura alegeri libere. Cu toate aceste, Partidul Comunist condus de Gomułka și Bierut, erau conștienți că nu aveau sprijinul populației de rând. Din această cauză, s-a desfășurat în 1946, înaintea alegerilor parlamentare, un plebiscit cunoscut ca referendumul de 3 ori DA (3 razy TAK; 3×TAK). Referendumul cuprindea trei întrebări cu privirea la Senat, industriile naționale și granițele vestice. Prin acesta, se verifica popularitatea inițiativelor comuniste în Polonia. Deoarece în acea perioadă, partidele importante erau de stânga – și puteau să fie de acord cu toate cele trei alegeri - partidul lui Mikołajczyk a decis să le ceară susținătorilor săi să se opună uneia dintre acestea: desființarea Senatului. Comuniștii au votat „de 3 ori DA”. Adevăratele rezultate (reverificate de PSL) au arătat că tabăra comunistă se bucura de sprijin minor; în Cracovia unde adevăratele buletine de vot au fost numărate, doar 16% din locuitori au votat pentru desființarea Senatului. Cu toate acestea, frauda electorală și intimidarea i-a adus pe învingători pe comuniști, cea ce a dus la naționalizarea industrială, reforma agrară iar Sejmul a devenit unicameral. După referendumul contrafăcut, economia poloneză începea să fie naționalizată.
Comuniștii și-au consolidat puterea prin interzicerea treptată a drepturilor adversarilor ne-comuniști, în special prin reprimarea conducerii partidului opozant - Partidul Popular Polonez (PSL) al lui Mikołajczyk. În unele cazuri larg mediatizate, adversarii percepuți au fost condamnați la moarte prin acuzații false — printre aceștia se număra Witold Pilecki, organizatorul rezistenței de la Auschwitz; și alți numeroși lideri ai Armia Krajowa și ai Consiliul Național al Statului. Mulți luptători ai rezistenței au fost uciși pe cale extrajudiciară, sau obligați să plece în exil. Membrii opoziției au fost la rândul lor prigoniți de mijloacele administrative. Deși persecuția continuă a fostelor organizații anti-naziste de către securitatea statului, i-a obligat pe mii de soldați să se întoarcă în păduri, măsurile întreprinse de Ministerul Securității Publice din Polonia (UB, poliția secretă poloneză), NKVD și Armata Roșie au diminuat constant numărul acestora.
Până în 1946, toate partidele de drepta au fost scoase în afara legii, iar noul guvern al Frontului Unității Naționale a fost înființat și îi cuprindea pe predecesorul Partidului Muncitoresc Unit Polonez și pe aliații săi de stânga. Pe 19 ianuarie 1947, au avut loc primele alegeri parlamentare prin care PPR avea candidați proprii și prezența simbolică a opoziției Partidului Popular Polonez deja lipsit de putere datorită controlului deținut de guvern. Rezultate au fost aranjate de însuși Stalin pentru a-i satisface pe comuniști. Prin falsificare alegerilor, candidații regimului au obținut 417 din 434 de locuri în parlament (Sejm), punând efectiv capăt sistemului politic multi-partit. Mulți membrii opozanți, inclusiv Mikołajczyk (amenințat prin arestare), au părăsit țara. Guvernele occidentale nu au protestat, cea ce le-a permis polonezilor să vorbească deseori despre „Trădarea Occidentului” cu privirea la Europa Centrală. În același an, noul Sejm a elaborat Mica Constituție din 1947. În următorii doi ani, comuniștii și-au monopolizat puterea politică în Polonia.
Partidul Socialist Polonez (Polska Partia Socjalistyczna, PPS – condus într-un timp de Piłsudski) s-a divizat în această perioadă datorită implicării staliniștilor de a-și elimina opoziția. Politicienii comuniști sprijineau o facțiune a PPS-ului condusă de Józef Cyrankiewicz, care l-a vizitat personal pe Stalin în idea de a fuziona partidele, pentru a-și asigura poziția pe viitor. În 1948, comuniștii și facțiunea lui Cyrankiewicz au fuzionat și s-a înființat Partidul Muncitoresc Unit Polonez (Polska Zjednoczona Partia Robotnicza; PZPR) care a rămas la putere timp de patru decenii. Polonia devenise de facto stat monopartit și un stat satelit al Uniunii Sovietice. Doar două partide li s-a permis să activeze legal, unul al țăranilor (Partidul Popular Unit) și altul al intelectualilor numit Partidul Democratic. A urmat apoi o perioadă de sovietizare și Stalinism.

## Perioada stalinistă (1948–1956)

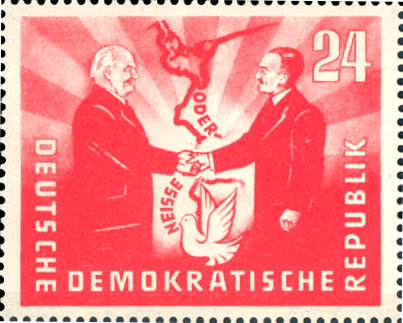
Timbru comemorativ din Germania de Est din 1951 a Tratatului de la Zgorzelec care a format linia Oder-Neisse considerată „granița păcii”, cu președinții Wilhelm Pieck (RDG) și Bolesław Bierut (Polonia)

Consecințele rupturii Iugoslaviei de Uniunea Sovietică au ajuns și la Varșovia în 1948. La fel ca în celelalte țări ale Blocului Răsăritean, în Polonia exista o epurare politică sovietică a comuniștilor, acuzați de manifestări „naționaliste” sau „deviaționiste”.
 În luna septembrie, liderul comunist Władysław Gomułka, care s-a opus lui Stalin să controleze direct partidul polonez, a fost acuzat de „tendințe naționaliste” și a fost destituit din funcția de Prim Secretar. Acesta a fost arestat de Ministerul Securității Publice și interogat de Roman Romkowski și Anatol Fejgin la ordinele sovieticilor. Gomułka a fost scăpat de tortura fizică datorită tovărășiei apropiate pe care o avusese cândva cu Stalin (potrivit unor surse) sau poate datorită faptului că Bierut și Berman voiau să se salveze doar ei înșiși. A fost arestat la domiciliu fără să fie un proces spectacol și a fost eliberat nevătămat câțiva ani mai târziu în 1954 sau 1955. Bierut a fost i-a ocupat funcția de lider de partid până când a decedat.
Noul guvern a fost condus de comuniștii polonezi care în timpul războiului se aflau în Uniunea Sovietică, ajutați de Ministerul Securității Publice și de „consilierii” sovietici care au fost puși în fiecare ramură a guvernului ca o garanție a politicii pro-sovietice a statului. Cel mai important dintre aceștia era Konstantin Rokossovsky (în poloneză Konstanty Rokossowski), Ministrul Apărării din 1949 până în 1956, fost Mareșal al Foțtelor Armate Sovietice, sprijinit de o mulțime de comisari ruși bine instruiți care controlau securitatea statului polonez. Poliția secretă de tip sovietic, Urząd Bezpieczeństwa (UB) număra până în 1953 aproape 32 000 de agenți. Exista câte un agent UB pentru fiecare 800 de polonezi; în toată istoria comunismului în Polonia, numărul serviciilor speciale nu a mai fost atât de mare. Ministerul Securității Publice (MBP) se ocupa de asemenea de Corpurile Interne de Securitate, Miliției Civile (MO), Poliției de Frontieră, personalul închisorilor (Straż Więzienna); și poliției paramilitare ORMO care se ocupa de acțiunile speciale (cu 125 000 de membrii). Timp de mulți ani procurorii și judecătorii, precum și funcționari ai MBP, Służba Bezpieczeństwa și ai poliției militare GZI WP s-au implicat în acțiuni care au fost recunoscute în cadrul dreptul internaționale ca fiind crime împotriva umanității, și crime împotriva păcii, precum tortura și execuțiile a șapte membrii ai organizației anti-comuniste Wolność i Niezawisłość (WiN) în închisoarea Mokotów din Varșovia. Toți membrii WiN s-au implicat activ în rezistența anti-nazistă în timpul celui de-al Doilea Război Mondial. Armata Polonez postbelică, serviciile de inteligență și poliția era în exclusivitate alcătuită din ofițeri sovietici NKVD care au staționat în Polonia împreună cu Grupul de Forțe de Nord până în 1956.
Arestările în masă au continuat în perioada începutul anului 1950 - octombrie 1950, 5 000 de oameni au fost arestați într-o singură
noapte, în așa numita „Operațiune K”; în 1952 21 000 de oameni au fost arestați. Potrivit datelor oficiale, în a doua jumătate a anului 1952, se numărau 49 500 de deținuți politici.

### Naționalizarea și economia planificată

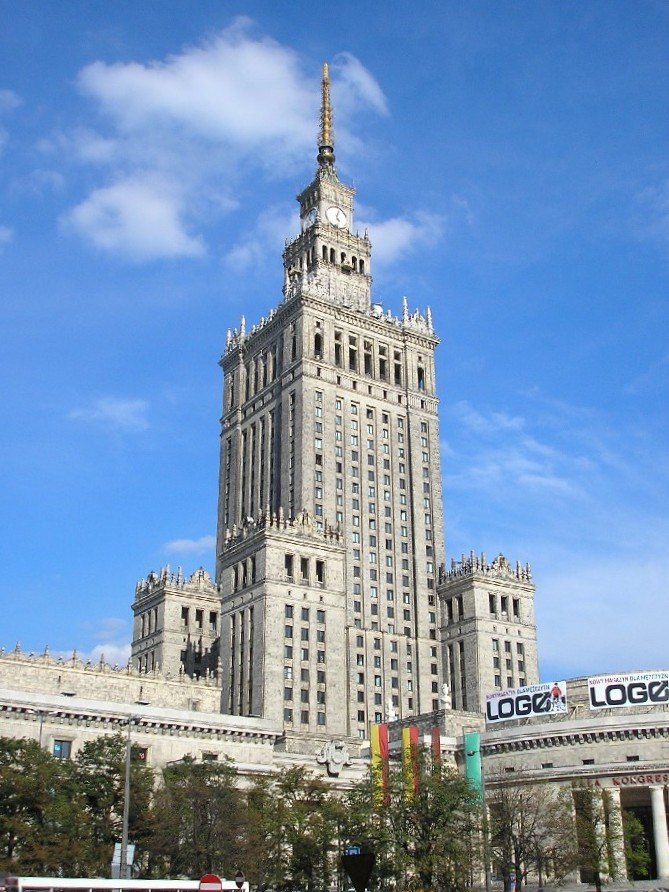
Palatul Culturii și Științei, inițial cunoscut ca „Palatul lui Stalin”, a fost un dar controversat din partea liderului sovietic Iosif Stalin.

Ultima schimbare teritorială polono-sovietică a avut loc în 1951. Aproape 480 de km2 de teren a fost schimbat între Republica Populară Polone și Uniunea Sovietică. Reglementarea a fost realizată în beneficiul economic al rușilor datorită depozitelor mari de cărbune la care a renunțat Polonia. Opt mai târziu de la acel schimb, sovieticii au construit patru mari mine de cărbuni, producând anual 15 milioane de tone de cărbuni.
Guvernul, condus de Cyrankiewicz și economistul marxist Hilary Minc au conceput un program de reformă economică și reconstrucție națională. Ascensiunea la puterea a lui Bierut a însemnat că Polonia va fi transformată în „republică populară” după modelul sovietic și va adopta o economie socialistă planificată, în locul democrației și economiei de piață pe care regimul le-a cunoscut până în 1948. Planificarea centralizată după modelul sovietic a început în 1950 prin Planul de Șase Ani. Planul avea ca obiectiv dezvoltarea rapidă a industriei grele și (în cele din urmă zădărnicită) colectivizarea agriculturii. Pământul confiscat de la proprietarii de mari terenuri dinainte de război a fost împărțit țăranilor săraci, însă încercările ulterioare de acaparare a pământului de la agricultori a fost însoțită de resentimente. Cea ce a devenit cunoscut ca fiind bătălia pentru comerț, comerțul și industria private au fost naționalizate. În câțiva ani în Polonia nu mai existau comercianții privați. Regimul a pornit campania de colectivizare, deși ritmul schimbării a fost mult mai lent decât în celelalte state satelit. Polonia a rămas unica țară a Blocului sovietic în care fiecare țăran în parte putea să-și controleze agricultura.
În 1948 Statele Unite a lansat Planul Marshall cu scopul de a reconstrui Europa iar prin acest lucru a dobândit o putere politică mai mare în condițiile postbelice. Deși la început Polonia se arăta interesată să participe în plan, guvernul a refuzat propunerea de ajutor datorită presiunii de la Moscova. În plus, datorită izbucnirii revoltei din 1953 în Germania de Est, Polonia a fost obligată de Uniunea Sovietică să renunțe la cererile de despăgubire ale Germaniei, iar prin urmare compensațiile pentru despăgubirile de război au fost nesemnificative, nici pentru statul polonez, nici pentru cetățenii polonezi. Deși Polonia primise compensații prin teritorii și proprietăți lăsate de populația germană ale teritoriilor din vest anexate, există o dispută dacă era o despăgubire suficientă pentru teritoriile pierdute din Kresy. Acest fapt a marcat începutul unui decalaj al avuției, care va crește în următorii ani, în vreme ce economia de piață din Occident s-a dezvoltat mult mai repede decât economiile planificate din Europa de Est.

### Perioada stalinistă de normalitate relativă
Constituția din 1952 garanta asigurarea medicală gratuită tuturor cetățenilor. La începutul anilor 1950, regimul stalinist a introdus schimbări majore în sistemul de învățământ. Programul comunist de educație școlară gratuit și obligatoriu tuturor, și înființarea a noi universități gratuite, a fost susținut de mulți. Cu toate acestea, comuniștii au verificat ce trebuia să fie predat; istoria precum și alte materii științifice trebuiau să aibă concepții marxiste aprobate de cenzura ideologică. În același timp, între anii 1951–1953 un mare număr de profesori din perioada antebelică care erau considerați de noul regim a fi „reacționari” au fost demiși de la universități. Controlul guvernului asupra artei și artiștilor se aprofundase. Numeai Realismul socialist de tip sovietic era acceptat de autorități după 1949. Majoritatea lucrărilor de artă și literatură prezentate publicului trebuiau să fie în concordanță cu vocea partidului iar prin acestea își crea propagandă

Logoul Partidului Muncitoresc Unit Polonez

Deși reformele au fost oarecum controversate, au fost întâmpinate cu ușurință de bună parte a populației. După încheierea războiului, mulți oameni erau dispuși să accepte conducerea comunistă în schimbul revenirii la traiul relativ normal; zeci de mii s-au înscris în partidul comunist și susțineau activ regimul. Cu toate acestea, era prezentă o nemulțumire latentă. Mulți polonezi au luat o atitudine care se poate numi „cooperare resemnată”. Alții, precum cei rămași din Armia Krajowa, Narodowe Siły Zbrojne și Wolność i Niezawisłość, cunoscuți sub denumirea soldații blestemați, s-au împotrivit activ comuniștilor, sperând că prin declanșarea celui de-al Treilea Război Mondial va elibera Polonia. Deși cei mai mulți au suferit amnistiei din 1947, represiunile brutale poliției secrete i-a determinat pe mulți să se întoarcă în păduri, iar puțini au mai continuat să lupte în anii 1950.
Comuniștii au devenit și mai ostili față de polonezi persecutând Biserica Catolică. Stowarzyszenie PAX („Asociația PAX”) înființată în 1947 urmărea să submineze autoritatea Catolicismului Roman și a încercat să creeze o Biserică prietenă comunismului. În 1953, Primatul Poloniei, Stefan Wyszyński a fost pus sub arest la domiciliu, deși înainte de asta era dispus să facă compromisuri guvernului. La începutul anilor 1950, lupta poliției secrete împotriva religiei a dus la arestarea și torturarea a sute de personalități religioase poloneze, culminând cu procesul spectacol din Cracovia. Biroul Consiliului de Miniștrii (Urząd Rady Ministrów) a elaborat o listă a guvernului aprobată episcopi.
Noua constituție poloneză din 1952, a înființat Polonia ca Republică Populară, condus de Partidul Muncitoresc Unit Polonez, care de la primirea celor de stânga a Partidului Socialist în 1948 a devenit numele oficial al Partidului Comunist. Postul de Președinte la Polonia a fost desființat, iar Bierut, Prim Secretar General al Partidului Comunist, devenise liderul eficace al Poloniei.
Stalin murise în 1953. Între 1953 și 1958, Nikita Hrușciov a dejucat planurile rivalilor săi și a ajuns la putere în Uniunea Sovietică. În martie 1956, Hrușciov condamnase cultul personalității lui Stalin la cel de-al XX-lea Congres al Partidului Comunist Sovietic. Procesul destalinizării ideologiei sovietice i-a pus pe staliniștii din Polonia într-o situație dificilă. În aceeași lună a discursului lui Hrușciov, pe când frământările și dorința de reformă și schimbare se făceau prezente în rândul intelectualilor și a muncitorilor de-a lungul întregului Bloc Răsăritean, decesul radicalului Bierut în martie 1956 a agravat divizare existentă în cadrul PZPR. Succesorul lui Bierut a fost Edward Ochab ca Prim Secretar al PZPR iar Cyrankiewicz a reocupat funcția de Prim-Ministru.

## Calea către socialism a lui Gomułka (1956-1970)

### Octombrie polonez și procesul destalinizării

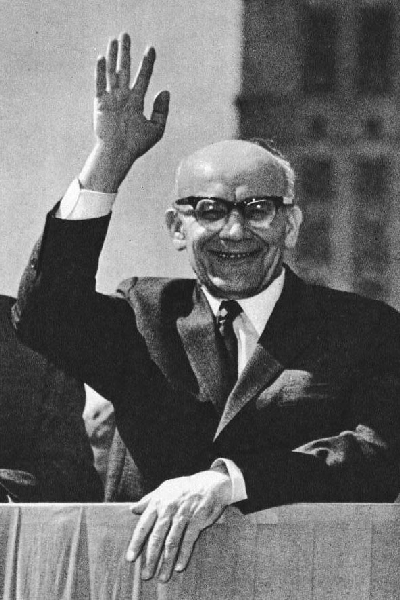
Władysław Gomułka

În iunie 1956 muncitorii orașului industrial Poznań au inițiat Protestele de la Poznań din 1956, din cauza condițiilor proaste de muncă și a escrocheriilor salariale. Demonstrațiile organizate de muncitorii fabricilor s-au transformat într-un mare protest al orașului. La scurt timp, 16 tancuri, 2 transportatoare blindate și 30 de vehicule anti-revolte au fost trimise la ordinele lui Rokossowsky. Circa 53-80 de oameni au fost uciși și peste 300 răniți prin împușcare, când și-au făcut apariția Diviziile Armate 10 și 19, susținute de Corpurile 2 Armate și Diviza 4 de Infanterie. Cyrankiewicz a încercat să le inducă teamă protestatarilor. În discursul său larg mediatizat, amenința: orice provocator sau lunatic care va îndrăzni să ridice mâna împotriva conducerii poporului să fie sigur că această mână va fi tăiată.
Zdruncinată din temelii, a VII-lea Ședință Plenară al Comitetului Central care s-a desfășurat în iulie 1956 s-a divizat în două facțiuni neoficiale, cea „etno-naționalistă” Natolin și cea „reformistă” facțiunea Puławy numite după locațiile unde s-au desfășurat întrunirile: Palatul Natolin în apropiere de Varșovia și Strada Puławska din Varșovia. Facțiunea Natolin era alcătuită din oficiali comuniști din cadrul armatei și a securității statului, printre care Moczar, Kliszko și Nowak care cereau înlăturarea evreilor protejați ai lui Stalin din sistem, și au anunțat public că îl vor susține pe Gomułka. Facțiunea Puławy era alcătuită din comuniști evrei ai sistemului de securitate, care în cea mai mare parte a războiului au petrecut-o în URSS; precum și oportuniști dezamăgiți, și membrii vechii intelectualități comuniste. Ambele facțiuni susțineau sovietizarea Poloniei dar cu obiective ușor diferite dar staliniștii erau lipsiți de sprijinul lui Hrușciov care au plecat într-o delegație de mare rang, iar regimul a apelat la conciliere: anunțase creșterea salariilor și alte reforme. Vocile se făceau auzite în cadrul partidului iar printre intelectuali se cerea reforme mai considerabile ale sistemului stalinist.
Cea ce devenise cunoscut ca fiind Octombrie polonez datorită nevoii unei noi conduceri, a VIII-a Ședință Plenară l-a numit pe Władysław Gomułka – eliberat din arest la domiciliu - noul Prim Secretar al PZPR. Acesta fost ales 19 octombrie 1956. Gomułka, promițând să elimine stalinismul, a convins autoritățile de la Moscova că nu va permite diminuarea influenței sovietice în Europa de Est. Chiar și așa relațiile Poloniei cu Kremlinul nu era atât de încordate precum cele ale Iugoslaviei, iar oprirea influenței sovietice în Polonia nu era vizibilă; în cele din urmă, la 14 mai 1955 a fost semnat în capitala poloneză Pactul de la Varșovia, pentru a contracara înființarea NATO.
La cel de-al XX-lea Congres a fost inițiat un proces de democratizare parțială a vieții politice și economice în Polonia. Numarul agenților de securitate a fost redus cu 22%, iar 9 000 de politicieni socialiști și populiști au fost eliberați din închisoare din totalul de 34 644 de deținuți din întreaga țară. Staliniștii radicali, precum Berman și Romkowski au fost îndepărtați de la putere, iar mulți ofițeri sovietici care deserveau în Forțele Armate Poloneze au fost demiși, însă nici unul nu a fost dus în fața instanței pentru reprimările întreprinse în perioada lui Bierut, exceptându-i pe cei doi de mai sus. Facțiunea Puławy argumenta că procesele în masă a oficialilor staliniști, mulți dintre ei fiind evrei, vor incita la animozitate față de evrei. Konstantin Rokossovsky și alți consilieri sovietici au fost trimiși acasă, iar comunismul polonez a urmat o orientare mai independentă. Cu toate acestea, Gomułka era conștient că sovieticii nu vor permite Poloniei să părăsească Pactul de la Varșovia datorită poziției strategice a țării dintre Uniunea Sovietică și Germania. Acesta a fost de acord ca trupele sovietice să rămână în Polonia, și nu vor fi permise izbucnirile anti-sovietice. Prin aceasta, Polonia evita riscul unei intervenții sovietice, așa cum se petrecuse în Revoluția ungară din 1956.
De asemenea, au existat încercări repetate de către academicieni și filozofi polonezi, mulți dintre ei fiind educați în Școala Liov-Varșovia dinainte de izbucnirea războiului - precum Leszek Kołakowski, Stanisław Ossowski și Adam Schaff - să dezvolte o formă specifică marxismului polonez. Tentativele acestora de a crea un pod între istoria Poloniei și ideologia marxistă sovietică a avut succes mic, însă acestea au fost înăbușite datorită refuzului regimului de a risca să stârnească mânia Uniunii Sovietice că se vor distanța prea mult de linia de partid sovietică.